# 太平岭满族乡
太平岭满族乡是中华人民共和国辽宁省大連市庄河市下辖的一个民族乡。

## 行政区划
太平岭满族乡下辖以下村级行政区划单位：
太平岭村、大赵村、土城村、歇马村、青林村和帽盔村。